# シュリッセリブルク
座標: 北緯59度57分 東経31度02分 / 北緯59.950度 東経31.033度
シュリッセリブルク（ロシア語: Шлиссельбу́рг, ラテン文字転写: Shlisselburg）は、ロシア・レニングラード州の西部にある町。人口は1万4131人（2021年）。
ラドガ湖からネヴァ川が流れ出す地点に位置する。ネヴァ川河口の街サンクトペテルブルクからは35キロメートル東。1944年から1992年まではペトロクレポスチ（Петрокрепость, Petrokrepost）と呼ばれていた。
ラドガ湖とネヴァ川を経由する水上交易路をにらむ要塞（クレムリ）が古くから有名。要塞および歴史的街並みはユネスコの世界遺産（サンクトペテルブルク歴史地区と関連建造物群）に指定されている。

## 要塞

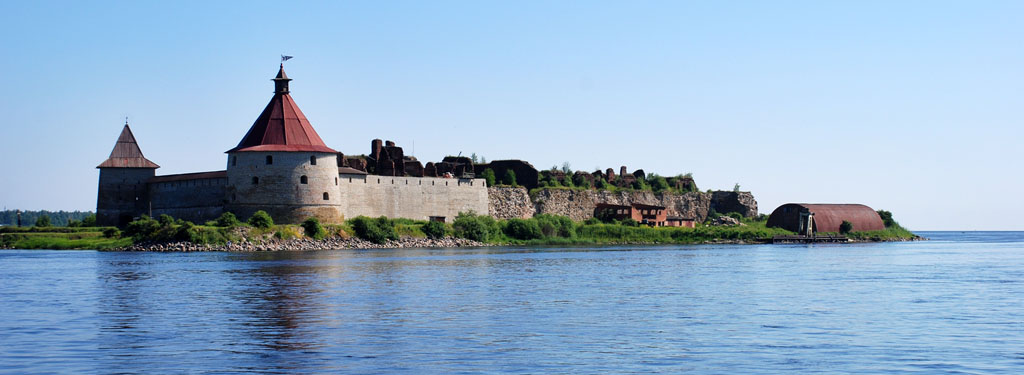
シュリッセリブルクのオレシェク要塞

ラドガ湖の東南端、ネヴァ川が始まるところの川の真ん中に要塞化された島が浮かんでいる。この要塞は、もとの名はオレシェク（Oreshek/Орешек、もしくはオレホフ Orekhov、「小さな木の実」）という。13世紀、モスクワ大公かつノヴゴロド大公でもあったユーリー3世が、ノヴゴロド共和国の北辺の防衛の要であるオレホヴェツ島（Orekhovets/Ореховец、「木の実の島」、フィンランド語ではパフキナサーリ Pähkinäsaari 、「木の実の島」）に木造の要塞を築いた。これがオレシェク要塞で、ノヴゴロドからヴォルホフ川・ラドガ湖・ネヴァ川・バルト海を結ぶ重要な水上交易路を防衛していた。一方、スウェーデン側の資料では、この島はノーテボリ（Nöteborg）の名で登場する。これも「木の実の城」を意味する語で、島に木の実が生えていたから、あるいは島の形が木の実のように見えるからなどの説がある。
スウェーデンとノヴゴロド双方の争奪戦の結果、1323年8月12日にオレシェク要塞でスウェーデンおよびノヴゴロド共和国の間に国境を定める条約が結ばれた（ノーテボリ条約 Treaty of Nöteborg、あるいはオレシェク条約 Treaty of Oreshek）。これによりカレリア地方に両国の国境線が引かれ、これが東西教会間の境界線ともなった。オレシェク要塞はノヴゴロド領となり、石の城壁や塔が建てられるなど要塞化が進んだ。

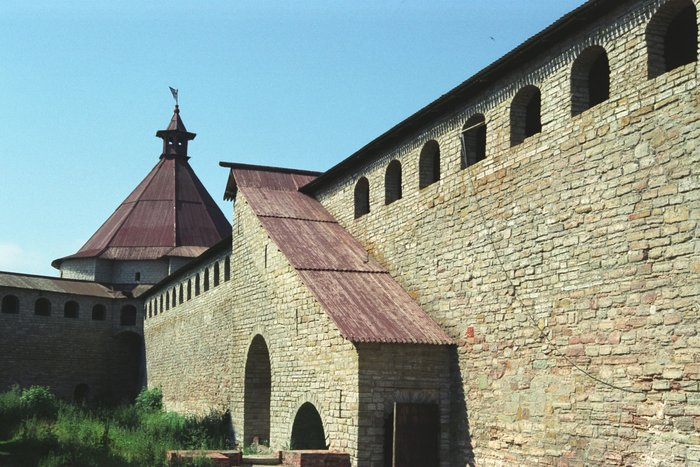
要塞内部

25年後、スウェーデン王マグヌス・エリクソン率いる軍は東方教会に対する十字軍（1348年-1352年）の過程でオレシェク要塞を襲い占領した。1351年にはノヴゴロド軍が奪還したが城は大きく破壊された。1352年、オレシェク要塞はノヴゴロド大主教ヴァシーリー・カリカが再建した。ノヴゴロド第一年代記によれば、ノヴゴロドはロシアやリトアニア各地の公らへオレシェク要塞の再建と防衛を嘆願したものの無視されたため、大主教が再建のためにオレシェク要塞へ派遣されたという。このとき建てられた城壁の遺構は、現在の要塞の中心にある聖イオアン聖堂の北で1969年に発掘され、現在は見学可能になっている。
1611年、スウェーデン対モスクワ国家のイングリア戦争でスウェーデンが要塞を占領した。スウェーデン（バルト帝国）の一部となったオレシェク要塞はスウェーデン語でノーテボリ（Nöteborg）、フィンランド語でパフキナリンナ（Pähkinälinna）と呼ばれるようになり、北イングリアのノーテボリ県の中心地となる。

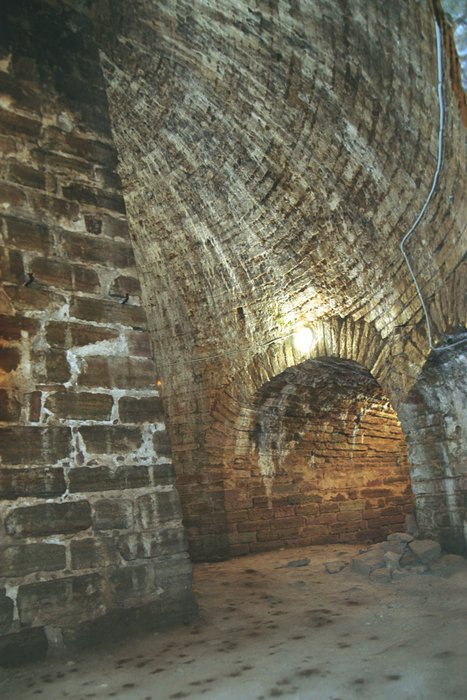
要塞内部のダンジョン

1702年、大北方戦争の際、ピョートル1世（ピョートル大帝）は上陸戦によりノーテボリ要塞を占領した。要塞を守備する250人のスウェーデン兵は10日間に渡り抵抗し、スウェーデン軍が降伏した際、スウェーデン兵の犠牲110人に対してロシア軍の犠牲は6,000人に達した。この地を「イングリアへの鍵」とみなしたピョートル1世の考えから、要塞はドイツ語で「鍵の城」を意味するシュリュッセルブルク（Schlüsselburg）と改名された。現在は「Шлиссельбу́рг」からのローマ字転記で「Shlisselburg」（シュリッセリブルク）と標記している。この城を拠点にイングリアへの攻撃が進められ、現在のサンクトペテルブルクがあるネヴァ川河口の地などがスウェーデンからロシアへと奪われた。
帝政ロシアがはじまると、首都サンクトペテルブルクに近いシュリッセリブルク要塞は悪名高い牢獄となり政治犯らが収容された。ここに投獄された有名な人物には、ピョートル1世の最初の妻エヴドキヤ・ロプーヒナ、デカブリストの乱に関わったヴィルヘルム・キューヒェルベッカー（Wilhelm Küchelbecker、ヴィリゲリム・キュヘリベケル）、無政府主義者ミハイル・バクーニンらがいる。元皇帝イヴァン6世は1764年、幽閉先のシュリッセリブルクで殺された。またウラジーミル・レーニンの兄アレクサンドル・ウリヤノフもシュリッセリブルクで処刑された。
十月革命後には刑務所が燃やされ、1928年から1940年にかけて要塞跡は革命博物館となった。第二次世界大戦では、赤軍が守っていた要塞はドイツ軍の激しい砲撃を受け損傷したが、陥落することはなく数百日の包囲を耐え抜いた。
現在のシュリッセリブルク要塞は補修が進んでいる。もとあった10本の塔のうち現存するのは6本である（うち5本はロシア人の建てたもの、1本はスウェーデン人が建てたもの）。要塞内部の聖堂は要塞に立て篭もって戦った赤軍兵士達の記念碑とされた。またロシア帝国の政治犯らに関する博物館があるほか、要塞内には第二次世界大戦の火器や大砲も展示されている。

## シュリッセリブルクの街

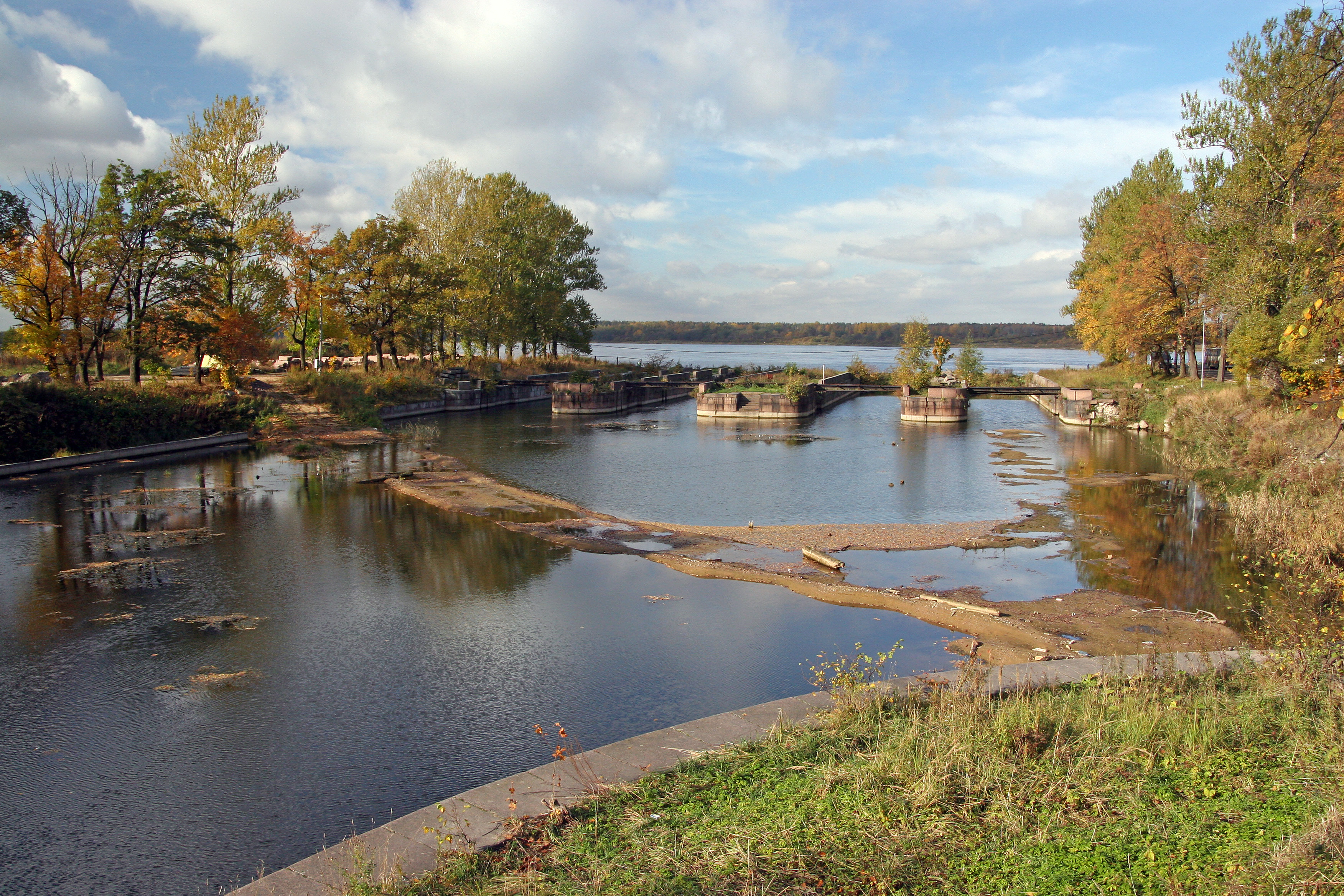
ラドガ運河の水門

シュリッセリブルクの市街地はラドガ湖およびネヴァ川の南岸にあり、要塞の島が北沖に浮かぶ。ピョートル大帝がこの地をスウェーデンから奪った1702年、街が建設された。現在は18世紀に遡る聖堂が残るほかは歴史的建築物の数は多くはない。しかしこの地にピョートル大帝の命令で築かれたラドガ運河は今も見ることが出来る。これは、風が強く波の高い時期にはラドガ湖を通る船がしばしば転覆したため、より安全な水路をラドガ湖の南岸に沿って築いたもので、1719年に建設が始まり、ブルクハルト・フォン・ミュンニヒ元帥の指揮下、12年後に開通した。1836年に築かれた石製の水門もある。
第二次世界大戦では、シュリッセリブルクの街はドイツ軍北方軍集団により陥落し、レニングラード包囲網の一角をなしたものの沖合いの要塞を落とす事ができなかった。赤軍は1943年にシュリッセリブルクを奪還し、レニングラード解放の拠点とした。1944年にはドイツ語に由来するシュリッセリブルクという地名が「ピョートルの砦」を意味するペトロクレポスチへと改められたが、ソビエト連邦の崩壊後の1992年にもとの地名に戻った。